# Jutta Jol
Jutta Jol; gebürtig Justine Jutta Blanda Hermine Gehrmann (* 4. Februar 1896 in Metz, Lothringen, Deutsches Reich; † 26. Oktober 1981 in Berlin) war eine deutsche Schauspielerin.

## Leben
Jutta Jol arbeitete nach dem Besuch einer Höheren Töchterschule als Bibliothekarin an der Universität Straßburg und im Ersten Weltkrieg als Telegrafistin der deutschen Feldpost. 1919 wurde sie aus Frankreich ausgewiesen und siedelte nach Berlin über, wo sie den Schauspieler, Drehbuchautoren und Regisseur Arthur Teuber kennenlernte, den sie im Februar 1921 heiratete.
Teuber brachte sie als „Jutta Jol“ zum Stummfilm, wo sie anfangs in seinen Inszenierungen Hauptrollen erhielt. Im Laufe der Jahre, insbesondere im Tonfilmzeitalter, kam sie nur noch zu unbedeutenden Auftritten und spielte Mägde, Zofen oder eine Krankenschwester in Die gelbe Flagge und eine indische Dienerin in dem zweiteiligen Monumentalfilm Der Tiger von Eschnapur / Das indische Grabmal (1938).

## Filmografie
- 1921: Memoiren eines Kammerdieners (2 Teile)
- 1921: Die weiße Sklavin. 2. Das Schweigen der Großstadt
- 1921: Das Geheimnis der vier Tage
- 1924: Lord Reginalds Derbyritt
- 1924: Rosenmontag
- 1927: Eheferien
- 1927: Die Leibeigenen
- 1928: Rutschbahn
- 1929: Ein kleiner Vorschuß auf die Seligkeit
- 1928: Der gefesselte Polo
- 1929: Die Schmugglerbraut von Mallorca
- 1930: Kurs auf die Ehe (Kire lained)
- 1932: Eine von uns
- 1933: Wenn am Sonntagabend die Dorfmusik spielt
- 1933: Ein Lied geht um die Welt
- 1934: Liebe, Tod und Teufel
- 1935: Regine
- 1936: Ave Maria
- 1937: Die göttliche Jette
- 1937: Mädchen für alles
- 1937: Die gelbe Flagge
- 1937: Der Tiger von Eschnapur
- 1937: Das indische Grabmal
- 1939/41: Pedro soll hängen
- 1942: Mit den Augen einer Frau